# Čolek pyskatý
Čolek pyskatý (Paramesotriton labiatus) je druh obojživelníka žijícího v horských potocích jihočínské provincie Kuang-si. Má černé nebo hnědé zbarvení s oranžovými skvrnami na břiše. Dorůstá délky až 19 cm, přičemž samice jsou větší než samci. Hlava je plochá a široká, kůže hladká, ocas je zploštělý jako pádlo a slouží ke komunikaci při námluvách. Živí se larvami hmyzu, žížalami a drobnými rybkami. Bývá často chován v teráriích, v zajetí se dožívá až dvaceti let.